# Green Wing
Green Wing es una comedia británica ambientada en el ficticio Hospital East Hampton, dirigida por Victoria Pile, y protagonizada por Tamsin Greig, Stephen Mangan y Julian Rhind-Tutt. Pese a estar situada en un hospital la serie no utiliza argumentos médicos, pero las escenas tienen lugar en ese entorno. Se procede a través de una serie de frecuencias y escenas absurdas como esbozo o secuencias donde la imagen se ralentiza o se acelera, a menudo haciendo hincapié en el lenguaje corporal de los personajes. La serie  cuenta con ocho guionistas. Dos temporadas fueron realizadas por el Talkback Thames para el Canal 4.
La serie duró entre el 3 de septiembre de 2004 y el 19 de mayo de 2006. Un episodio especial fue filmado con la segunda temporada, que tiene una duración de 90 minutos y estrenado el 4 de enero de 2007 en el Reino Unido, pero se mostró en Australia y Bélgica el 29 de diciembre de 2006.

## Argumento
La historia gira en torno a la vida de los funcionarios del East Hampton Hospital Trust, un hospital con un personal que va desde lo muy inusual hasta lo completo extraño. La serie comienza con la llegada de un nuevo miembro al hospital, la quirúrgica Caroline Todd (Tamsin Greig). Caroline sufre de vergüenza y de un infortunio constantemente, al borde de una crisis debido a una mezcla de su propia indecisión, torpeza y de su mala suerte en general. Caroline empieza a trabajar junto con otros dos médicos: el secretario y anestesista mujeriego (Stephen Mangan), y "Mac" Macartney (Julian Rhind-Tutt), un encantador cirujano, esforzándose por ser popular. No pasa mucho tiempo antes de que Caroline comience a desarrollar sentimientos románticos por los dos, aunque ella no está segura de cuál de los dos es quien realmente ama. A lo largo de la serie, se hace evidente que Mac es su verdadero amor, pero una serie de desastres previenen que su relación florezca. 
La principal rival de Caroline por el afecto de Mac, es Sue White (Michelle Gomez), el oficial de enlace del personal empleada para escuchar y responder a los problemas del personal del East Hampton. Sin embargo, Sue es quizás la persona menos adecuada para el trabajo. Es el miembro más excéntrico del personal en el hospital, abrasiva, cruel, malhablada, obsesiva y completamente absorta en sí mismo. Su oficina es un lugar donde lo imposible tiende a pasar, y cualquier persona que se atreva a entrar es echada con una mezcla de insultos y torturas psicológicas. La única persona a la que trata con todo afecto es Mac, quien ama al punto de la locura, pero Mac, al igual que todos los demás en el hospital, cree qué está mucho más que loca. Cualquier otra persona que intenta involucrarse con Mac es despreciada y odiada por Sue, en particular, Caroline, quien Sue intenta varias veces hasta asesinarla.
Otro médico con problemas de relación y bordeando la locura es Alan Statham (Marcos Heap), un pomposo, tartamudo y muy raro consultor radiólogo. Él está desesperado e irremediablemente enamorado de Joanna Clore (Pippa Haywood), de 48 años de edad, jefa de recursos humanos con una actitud cada vez más amarga. Su relación es un secreto a voces, con el estudiante médico Boyce (Oliver Chris), usando a menudo esto como arma en contra de ellos, e intimidando a Alan constantemente. El personal de recursos humanos, Joanna, también lo utiliza en su contra, en particular, Kim Alabaster (Sally Bretton), que tiene una mala actitud hacia la mayoría de la gente que conoce, y Rachel "Naughty" (Katie Lyons), quien ganó su apodo debido a su amor por el sexo. El resto del personal de recursos humanos incluyen a Harriet Schulenburg (Olivia Colman), una madre con exceso de trabajo atrapada en un matrimonio infeliz, y Karen Ball (Lucinda Raikes), que divide su tiempo entre hacer gran parte del trabajo de la oficina, tratando de atraer a los afectos de Martin, y no ser intimidada por Kim y Rachel.

## Creación

### Escritores y elenco
Green Wing, fue creada y concebida por Victoria Pile, quien también es la directora de casting, una de los escritores y la productor (con Peter Fincham como productor ejecutivo). Pile está involucrada en la edición, rodaje y posproducción. Ella describe a Green Wing "una sopa divertida de comedia y drama",  y la continuación de su anterior espectáculo, Smack el Pony, donde el elenco de Green Wing también trabajó. El espectáculo cuenta con ocho escritores: Pile, Robert Harley, Gary Howe, Stuart Kenworthy, Oriane Messina, Richard Preddy, Fay Rusling y Henry James. Esto es inusual para sitcoms británicas, que normalmente tienen sólo uno o dos escritores.
El espectáculo está dirigido por Tristram Shapeero y Dominic Brigstocke. Junto con Pile, contribuyen a la edición de Green Wing. Sketches se aceleraron o frenaron para crear el efecto cómico, a menudo utilizando lenguaje corporal para crear humor. La edición también se utiliza debido a la cantidad de errores que se producen durante el rodaje de la serie. La música, que desempeña un lugar destacado en el programa, está escrito por Jonathan Whitehead (bajo el nombre de "Trellis").

### Producción
Él título "Green Wing" se dice que proviene de un pequeño hombre verde de plástico con alas que estaba en el bolsillo del productor ejecutivo Peter Fincham y cayó sobre el escritorio de Pile. Fincham afirmó que no era suyo, por lo Pile lo guarda. Este hombre de plástico aparece al final de los créditos en cada show.
Originalmente, el programa había sido un piloto de media hora de duración que se hizo un año antes de la transmisión original, que nunca salió al aire. Las escenas del piloto son fácilmente vistas en el primer episodio, "Caroline's First Day", debido a la aparición de los personajes, sobre todo Mangan y Rhind-Tutt con distintos cortes de pelo. El piloto permitió a los escritores experimentar, como el uso de diferentes técnicas de filmación. En el piloto, Doon Mackichan interpretó a Joanna Clore y estaba destinado a interpretar a ella en la serie original, pero se fue porque tenía un bebé. 
Aunque cada guion está completamente escrito, los actores pueden improvisar sus propios chistes, con frecuencia lo adhieren a lo que ya se ha escrito. Normalmente los talleres se utilizan para permitir que los actores a improvisar su propio material. El equipo del programa también hace apariciones en el show como extras.
El rodaje se llevó a cabo en dos hospitales, el hospital Northwick Park en Middlesex y el Hospital de Hampshire en el Norte de Basingstoke. Esto presentaba un problema debido a que el espectáculo tenía que ser filmado en un hospital real, con  médicos reales, pacientes y situaciones de emergencia. En una escena en el episodio final de la serie uno, Guy (Mangan) estaba golpeando pelotas de squash detrás de él, y casi golpeó a un paciente. Sin embargo, algunas escenas, como las de Sue y de las oficinas de Alan, fueron filmadas en un estudio para evitar accidentes.

## Elenco
- Sarah Alexander - Angela Hunter
- Sally Bretton - Kim Alabaster
- Oliver Chris - Boyce
- Olivia Colman - Harriet Schulenburg
- Tamsin Greig - Caroline Todd
- Michelle Gomez - Sue White
- Pippa Haywood - Joanna Clore
- Mark Heap - Alan Statham
- Katie Lyons - Rachel
- Stephen Mangan - Guy Secretan
- Lucinda Raikes - Karen Ball
- Julian Rhind-Tutt - "Mac" Macartney
- Karl Theobald - Martin Dear